# Altingia siamensis
Altingia siamensis ist eine immergrüne Laubbaumart aus der kleinen Familie der Altingiaceae innerhalb der Ordnung der Steinbrechartigen (Saxifragales). Sie kommt in Südostasien vor.

## Beschreibung

### Vegetative Merkmale
Der immergrüne Baum erreicht eine Höhe von (7–)15–30 m oder mehr und einen Stammdurchmesser von 100 cm. Der Stamm kann eine Länge von bis zu 25 m erreichen. Junge Zweige sind gestreift und zuerst locker rauhaarig, später verkahlend, ältere Zweige haben eine graue bis bräunliche Rinde und sind mehr oder weniger mit Lentizellen besetzt. Die eiförmigen, schuppenbedeckten Knospen sind 3–5 mm lang und großteils kahl, allerdings mit braun flaumhaarigen inneren Knospenschuppen. Die schraubig angeordneten Laubblätter besitzen einen 1–2(–3) cm langen, kahlen, oberseits gefurchten Stiel. Die Nebenblätter sind 3–4 mm lang. Die einfache und ungeteilte, fiedernervige Blattspreite ist meist eiförmig-lanzettlich bis lanzettlich und hat eine Länge von 6–8(–12) cm und eine Breite von (2–)2,5–4 cm. Sie besitzt einen manchmal asymmetrischen, keilförmigen bis abgerundeten Grund und ist vorne geschweift in eine bis 1,5 cm lange, sichelförmige Spitze zugespitzt. Die dünne, kaum ledrige, unterseits blasser gefärbte Spreite ist kahl oder unterseits auf der vorspringenden Mittelrippe und am Ansatz der Seitennerven locker rauhaarig. Sie weist 6–8 Paare von unterseits vorspringenden Seitennerven auf, die mit der Mittelrippe oft einen sehr spitzen Winkel bilden. Die feinen Nerven dazwischen bilden ein deutliches Netz. Der Spreitenrand ist wellig und gegen die Spitze zu undeutlich gesägt.

### Generative Merkmale
Die Geschlechtsverteilung der Blüten ist einhäusig getrenntgeschlechtig (monözisch). Die Blüten besitzen keine Blütenhülle.
Die männlichen Blütenstände sind vielblütige, eiförmige oder kugelige Köpfchen, die von großen, dicken, am Rand gewimperten Hochblättern umgeben sind. Sie sind gestielt und gewöhnlich zu mehreren in Trauben angeordnet, die an den Enden der Zweige oder nur wenig darunter stehen. Die männlichen Blüten bestehen nur aus nicht miteinander verwachsenen Staubblättern auf deutlichen, lang rauhaarigen Staubfäden. Die ungefähr 2 mm langen Staubbeutel sind basifix, also an ihrem Grund dem Staubfaden angeheftet. Die beiden oben gestutzten Theken bestehen aus jeweils zwei Pollensäcken und öffnen sich mit einem Schlitz der Länge nach.
Die köpfchenförmigen weiblichen Blütenstände stehen einzeln in den Blattachseln an den Zweigspitzen. Sie besitzen einen 1–2 cm langen, zuerst braun flaumhaarigen Stiel und sind am Grund von vier eiförmigen, braun flaumhaarigen Hochblättern umgeben. Die Blüten enthalten nur den halbunterständigen Fruchtknoten, der aus zwei miteinander verwachsenen, nur an der Spitze freien Fruchtblättern besteht. Die beiden pfriemlichen Griffel weisen papillöse Narben auf. Jedes der beiden Fruchtknotenfächer enthält an der zentralwinkelständigen Plazenta zahlreiche Samenanlagen.
Die Fruchtstände sind (1–)1,5–2 cm breit und abgeflacht halbkugelig bis verkehrt kegelförmig und 2–4 cm lang gestielt. Sie enthalten (4–)15–18 Kapseln.
Altingia siamensis blüht in den Monaten April bis Juni und fruchtet von November bis Dezember.

## Verbreitung und Lebensraum
Altingia siamensis hat den Schwerpunkt ihres Vorkommens in Indochina (Vietnam, Laos, Kambodscha, Nord- und Ost-Thailand) und erreicht in Süd-Yunnan und Ost-Guangdong auch noch den Süden Chinas.
Die Baumart wächst in feuchten Wäldern in 1000–1200 m Seehöhe.

## Taxonomie
Die Art wurde 1928 vom britischen Botaniker William Grant Craib beschrieben. Altingia angustifolia Hung T.Chang, Altingia takhtajanensis T.V.Trung & L.V.Lok und Altingia takhtajanii T.V.Trung & L.V.Lok sind Synonyme.
Von manchen Autoren, beispielsweise in der Flora of Thailand, wird Altingia siamensis als Synonym von Altingia excelsa behandelt. In jüngster Zeit wird aber Altingia siamensis auch von Autoren anerkannt, die ein breites Artkonzept vertreten. Nach R. Govaerts scheint es am besten, die Art als Liquidambar siamensis (Craib) Ickert-Bond & J.Wen zur Gattung Liquidambar zu stellen.
In der Vergangenheit ist Altingia siamensis mit Altingia gracilipes verwechselt worden. Beiden Arten ist gemeinsam, dass die Blattränder kaum gesägt sind.

## Etymologie
Das Artepitheton siamensis leitet sich von Siam ab, der alten Bezeichnung für Thailand, von wo die Art zuerst beschrieben wurde. Die Gattung Altingia ist zu Ehren von Willem Arnold Alting (1724–1800) benannt, dem Generalgouverneur von Niederländisch-Indien zur Zeit, als der Erstbeschreiber Francisco Noroña Java besuchte.